# Широково (Красноярский край)
Широ́ково — деревня в Казачинском районе Красноярского края. Входит в состав Новотроицкого сельсовета.

## География
Деревня находится в восточной части района, на берегах реки Малая Ягодкина. Абсолютная высота — 126 м над уровнем моря.
Климат
Климат характеризуется как резко континентальный, с продолжительной морозной зимой и коротким тёплым летом. Среднегодовая температура воздуха составляет −1,9°С. Средняя температура воздуха самого тёплого месяца (июля) составляет 20 °C (абсолютный максимум — 37 °C); самого холодного (января) — −18 °C (абсолютный минимум — −59 °C). Среднегодовое количество атмосферных осадков составляет 501 мм.

## История
В 1926 году в деревне Широкова имелось 30 хозяйств и проживал 121 человек (60 мужчин и 61 женщина). В национальном составе населения того периода преобладали русские. Действовали фельдшерский пункт и лавка общества потребителей. В административном отношении являлась центром Широковского сельсовета Казачинского района Красноярского округа Сибирского края.

## Население
| 2010 |
| ---- |
| 34   |

Половой состав
По данным Всероссийской переписи населения 2010 года, в гендерной структуре населения мужчины составляли 64,7 %, женщины — соответственно 35,3 %.
Национальный состав
Согласно результатам переписи 2002 года, в национальной структуре населения русские составляли 80 % из 59 чел.